# Gylippos
Gylippos (altgriechisch Γύλιππος Gýlippos) war ein spartanischer Feldherr während des
Peloponnesischen Krieges im späten 5. Jahrhundert v. Chr. Er spielte eine entscheidende Rolle beim Untergang der athenischen Sizilischen Expedition. Seine Rolle dort wird von Thukydides ausführlich beschrieben.

## Leben
Er soll der Sohn des Spartiaten Kleandridas und einer Helotin gewesen sein und damit als Mothax und nicht als vollwertiger Spartiat gegolten haben. Die mütterliche Abkunft ist vermutlich nur antike üble Nachrede.

## Wirken bei Thukydides
415 v. Chr. wurde er dem von den Athenern belagerten Syrakus zu Hilfe geschickt und landete im Frühjahr 414 v. Chr. mit vier Schiffen in Himera, von wo er, vom athenischen Strategen Nikias nicht gehindert und durch Hilfstruppen verstärkt, nach Syrakus zog. Er verschaffte diesem sodann beträchtliche Verstärkung aus den sizilischen Städten, die er zum Anschluss an Syrakus bewog. Ein Angriff auf die Verschanzungen der Belagerer brachte diesen beträchtliche Verluste und setzte ihn in den Besitz der Befestigungsanlage Labdalon. Im folgenden Jahr eroberte er die athenischen Befestigungen auf dem Vorgebirge Plemmyrion und schlug einen neuen Sturm der Athener auf die Stadt zurück. Am Assinaros vernichtete Gylippos darauf das abziehende athenische Heer und nahm den Feldherrn Nikias gefangen, der anschließend von den Syrakusanern hingerichtet wurde. Auf der Rückfahrt nach Sparta 412 v. Chr. wurde Gylippos bei Leukadia von einer überlegenen athenischen Flotte überrascht, erlitt aber nur unbedeutende Verluste.

## Wirken bei Xenophon
Xenophon berichtet, dass Gylippos 404 v. Chr., nach Ende des Peloponnesischen Krieges, für Lysander die Beute aus dem besiegten Athen nach Sparta bringen sollte, dabei aber einen Teil davon unterschlug. Als dies enthüllt wurde, entzog er sich dem Todesurteil laut mehrerer Quellen durch die Flucht bzw. Verbannung. Nach Poseidonios beging er Selbstmord.